# ديان ماكباين
ديان ماكباين (بالإنجليزية: Diane McBain)‏ هي ممثلة أمريكية، ولدت في 18 مايو 1941 بكليفلاند في الولايات المتحدة.

## أعمال

### مسلسلات
- الساحرة المراهقة سابرينا
- دالاس

## وصلات خارجية
- ديان ماكباين على موقع IMDb (الإنجليزية)
- ديان ماكباين على موقع ألو سيني (الفرنسية)
- ديان ماكباين على موقع تيرنر كلاسيك موفيز (الإنجليزية)
- ديان ماكباين على موقع أول موفي (الإنجليزية)
- ديان ماكباين على موقع قاعدة بيانات الأفلام السويدية (السويدية)
- ديان ماكباين على موقع إن إن دي بي (الإنجليزية)
- ديان ماكباين على موقع قاعدة بيانات الفيلم (الإنجليزية)
- ديان ماكباين على موقع كينوبويسك (الروسية)